# Artur Domosławski
Artur Domosławski, né en 1967, est un journaliste polonais qui travaille notamment comme grand reporter pour l'hebdomadaire Polityka.

## Biographie
Artur Domosławski obtient en 1993 une maîtrise de théatrologie à l'École nationale supérieure de théâtre de Varsovie (PWST), mais s'oriente vers le journalisme politique de terrain.
Il est spécialiste de l'Amérique latine, des mouvements altermondialistes, des conflits sociaux et des questions religieuses.
Son livre Gorączka latynoamerykańska (La Fièvre latino-américaine) est basé sur ses reportages à travers plusieurs des pays d'Amérique latine (Brésil, Mexique, Cuba, Argentine, Pérou, Chili), où il présente les histoires entremêlées de ces pays avec un accent sur la période des révolutions de gauche et des coups d'État militaires. Une grande partie du travail est consacrée à la description des régimes au Chili, en Argentine et à Cuba. Il fait une critique des réformes économiques libérales. Il a reçu le prix Beata Pawlak pour son livre Ameryka zbuntowana (L'Amérique rebelle) recueil d'entretiens avec des intellectuels de gauche latino-américains.
Sorti en 2010, son livre consacré à Kapuściński Le vrai et le plus que vrai (titre original : Kapuściński Non-Fiction) suscite une polémique dans les médias sur la vie de Ryszard Kapuściński et ses relations avec le régime communiste et la fiabilité de ses livres journalistiques. La veuve de Ryszard Kapuściński a déposé une plainte contre Artur Domosławski sur la protection d'informations personnelles et le respect du droit d'auteur (reproduction de photos notamment).
Il est élu en 2010 journaliste de l'année Grand Press par un jury constitué par le mensuel professionnel Press.
Le 1er juin 2011, il quitte Gazeta Wyborcza pour l'hebdomadaire Polityka. Il écrit aussi pour l'édition polonaise du Monde diplomatique.

### Livre publié en français
- Kapuściński. Le vrai et le plus que vrai, Les Arènes - biographie, préfacé par Jan Krauze, traduit par Laurence Dyèvre, 2010  (ISBN 978-2-35204-162-7) (titre polonais : Kapuściński Non-Fiction)[2]
  - Publié aussi sous le titre Kapuściński. La vérité par le mensonge (2011)

### Autres ouvrages
- Chrystus bez karabinu: o pontyfikacie Jana Pawła (Le Christ sans carabine : sur le pontificat de Jean-Paul II), Varsovie 1999
- Świat nie na sprzedaż: rozmowy o globalizacji i kontestacji (Le monde n'est pas à vendre : entretiens sur la mondialisation et la contestation), Varsovie 2002
- Gorączka latynoamerykańska (La Fièvre latinoaméricaine), Varsovie 2004
- Ameryka zbuntowana. Siedemnaście dialogów o ciemnych stronach imperium wolności (L'Amérique rebelle. Dix-sept dialogues sur le côté sombre de l'empire de la liberté), Varsovie 2007
- Śmierć w Amazonii (Mort en Anazonie), Wielka Litera, Varsovie 2013